# 景霖
景霖（1814年-？），瓜尔佳氏，字星桥、介如，號叔度，满洲正白旗人，清朝政治人物、进士出身，尚書德文孫。

## 生平
道光15年，登進士，改庶吉士。道光十六年，任翰林院檢討，后升任翰林院侍講、右贊善。道光二十二年，担任翰林院侍讀、日講起居注官。道光二十九年，担任山東督糧道。咸丰三年，任山東鹽運使、署山東布政使。咸丰五年，担任奉天府尹。同治元年，任左副都御史。同治四年，任殿試讀卷官、馬蘭鎮總兵、總管內務府大臣。

## 家庭
- 祖父德文，乾隆五十五年进士，官礼部尚书
- 堂哥恩霖，道光甲辰科进士
- 妻子伊尔根觉罗氏，贵州巡抚鄂云布孙女
- 女儿嫁侍郎宗室溥顧[12]、奉恩將軍宗室春岱子謙崇[13]
- 侄女嫁郡王衔多罗恭恪贝勒載治[14]